# Barbara Bubula
assinatura
Barbara Ewa Bubula (Cracóvia, 4 de Março de 1963) é uma política da Polónia. Ela foi eleita para a Sejm em 25 de Setembro de 2005 com 2832 votos em 13 no distrito de Cracóvia, candidato pelas listas do partido Prawo i Sprawiedliwość.